# Анијер су Боа
Анијер су Боа (фр. Asnières-sous-Bois) насеље је и општина у источном делу централне Француске у региону Бургоња, у департману Јон која припада префектури Авалон.
По подацима из 2011. године у општини је живело 167 становника, а густина насељености је износила 9,3 становника/km². Општина се простире на површини од 17,95 km². Налази се на средњој надморској висини од 240 метара (максималној 272 m, а минималној 162 m).

## Демографија
| 1962. | 1968. | 1975. | 1982. | 1990. | 1999. | 2011. |
| ----- | ----- | ----- | ----- | ----- | ----- | ----- |
| 195   | 208   | 187   | 167   | 156   | 166   | 167   |

График промене броја становника у току последњих година